# Amietia desaegeri
Amietia desaegeri är en groddjursart som först beskrevs av Laurent 1972.  Amietia desaegeri ingår i släktet Amietia och familjen Pyxicephalidae. IUCN kategoriserar arten globalt som otillräckligt studerad. Inga underarter finns listade i Catalogue of Life.